# Sonic Forces
Sonic Forces (jap. ソニックフォース) je platformska video-igra Seginog serijala Sonic the Hedgehog. Igra prati ježa Sonika, koji se pridruži tzv. otporu nakon što Egmen i njegove sile zavladaju skoro pa celim svetom nakon što je pronašao stari dragi kamen Fentom rubi i novog negativca Infinita. Ova igra jeste nastavak video-igre Sonic Mania.
Ovo je prva igra od Sonic Generations gde se klasični i moderni Sonik pojavljuju zajedno (iako Forces nije nastavak Generations-u). Klasični Sonik se kontrolira u 2D-u, dok se Moderni Sonik kontrolira u 3D-u. Takođe je igra uvela novi režim gde igrač može da napravi svog lika (Avatara) i kontrolisati ga u nivoima, bez ili sa Sonikom.
Sonic Forces dobila je šarolike ocene kritičara. Kritičarima su se svideli nivoi sa Sonikom i Avatarom, ali dizajn nivoa i Klasični Sonik bili su kritikovani.

## Zaplet

### Episode Shadow
Episode Shadow je dodatni dio igre koji se može digitalno preuzeti. Jedan mesec pre glavne igre, Ježa Šadoua kontaktira Slepi miš Ruž i obavesti ga da Doktor Egmen možda radi na novom eksperimentu. Šadou ide da poseti Egmenovu bazu uz robta E-123 Omegu. Pre nego šta Šadou i Ruž mogu da istraže bazu, Omega napadne bazu nakon šta oseti smetnju. Nakon toga, Ruž i Šadou izgube kontakt. Šadou pristupi bazi i pronađe Infinita, koji je porazio Omegu da testira moć. Šadou Infinita ne prepoznaje, ali Infinit kaže da ga zna. Infinit objasni da zna Šadoua jer je Infinit prije bio vođa grupe Skvod Džekal, kojih se Šadou davno rešio, i nakon toga je istukao Infinita i rekao da se više nikad ne vraća. Kad završi svoju priču, Infinit Šadoua zarobi u virtuelnu stvarnost, ali Šadou pobegne iz nje. Infinit je zadovoljan sa virtuelnom stvarnosti, i kaže da „čak ni Sonik nebi mogao da pobegne”. Šadou ga nije stigao pitati šta je mislio jer je u bazi počeo požar. Infinit pobegne i Ruž spasi Šadoua. Mesec kasnije, Ruž kontaktira Šadoua i kaže da Infinit napada grad i da je, uz pomoć vojske replika, porazio Sonika, šta vodi u glavnu igru.

### Sonic Forces
Doktor Egmen ponovo planira napad na Sonikove prijatelje. Ovaj put koristi Infinita, koga je oteo i naterao da služi. Prvo poseti grad Sonikovih prijatelja i napadne ih robotima, ali ih Sonik spasi kao uvek. Kad se Sonik reši robota, pojave se stari negativci (Zavok, Metalni Sonik, Šadou i Kaos) i nova zlica, Infinit. Sonik se pokuša rešiti svih zlikovaca, ali nije uspeo kad je pokušao da napadne Infinita. Infinit ga je istukao i onesvestio. Sonikovi prijatelji nisu mogli pomoći, i nakon šta je Egmen oteo Sonika i zarobio ga, osvojio je 99% Zemlje. Silver i drugi prijatelji Sonika formiraju „otpor”, organizaciju kojoj je cilj poraziti Egmena i vratiti svet u normalu. Otpor očekuje novog člana, Avatara (lika igrača). Avatar spasi Sonika i zajedno se vrate otporu kad poraze Zavoka. U međuvremenu, Tejls je ostao u gradu bez otpora na svom putu, ali ga jednog dana napadne Kaos. Baš tad se pojavi Klasični Sonik, koji izlazi iz portala iz igre Sonic Mania. Klasični Sonik i Tejls počnu pratiti Egmena i Infinita, i eventualno se nađu s Otporom i Sonikom. Sonika takođe nađe Šadou, koji je klon pravog Šadoua. Pravi Šadou ga porazi i pomogne otporu poraziti Egmena i Infinita. Kad svi pronađu Infinita, Avatar ukrade i slomi Fentom rubi koji je Infinitu davao snagu. Kad poraze Infinita, moraju se rešiti Egmena. Unište Egmenov robot i reše ga se, te ih Avatar napusti, Klasični Sonik nestane i otpor se rasformira.

## Opis igre
U nivoima igre glavni zadatak je uništiti robote Doktora Egmena. Osnove igre slične su onima već viđene u franšizi. U nivoima se mogu skupljati prstenovi, razbijati roboti i može se preskakati preko rupa. U nivoima imaju razni putevi do kraja i na kraju svakog nivoa, izvedba igrača ocenjena je slovima C, B, A ili S. C je najgora ocena dok je S najbolja. U ovoj igri mogu se kontrolisati tri lika, Moderni Sonik, Klasični Sonik i Avatar. Način kontrolisanja Klasičnog i Modernog Sonika jeste sličan prijašnjim video-igrama. Klasični Sonik se kontrolira bočno i može se samo micati levo, desno, gore ili dole. Klasični Sonik takođe može da koristi mnoge veštine iz prijašnjih igara, kao što su Spin deš, potez kojim se zamota u loptu i brzo se probije proz prepreke, novi Drop deš koji se pojavio u Sonic Maniji, kojim može da skoči, i kad padne na tlo probije se kroz prepreke. U nivoima mogu se nači razni štitovi koji ga brane od prepreka. Modernom Soniku su nivoi slični onima iz igrica Generations, Colors i Unleashed. Nivoi su slični u dizajnu s brežuljkastim reljefom i raznim alternativnim rutama do kraja. Sonikove veštine iz prijašnjih igra kao Bust (kojim se Sonik iznenadom ubrza), Homing atak (kojim Sonik cilja neprijatelje i brzo se zabije u njih) i slično se ponovno javljaju. Avatar je novi lik kojeg igrač može dizajnirati i dati razna svojstva i oružje. Avatar može biti jedan od raznih životinja ponuđenih igraču, i oružje koje može da se koristi zove se Vispon. U Episode Shadow kontrolira se Šadou, i on je veoma sličan Soniku s malo razlika.

## Likovi

### Likovi koje se kontrolira
- Moderni i Klasični Sonik
  - Klasični i Moderni Super Sonik
- Avatar
- Šadou

### Ostali likovi
- Egmen
- Infinit
- Tejls
- Ruž
- Omega
- Silver
- Nakls
- Ejmi Rouz
- Tim Kaotiks
  - Espio
  - Vektor
  - Čarmi
- Metalni Sonik
- Zavok
- Kaos
- Orbot i Kubot
- Ćao
- Životinje
  - Kuki
  - Fliki
  - Peki
  - Piki
  - Poki
  - Riki
  - Roki

### Bos borbei neprijatelji
- Aero-Čejser
- Baz Bomber
- Čoper
- Det Kreb
- Det Eg Robot sentinel
- Eg Pon
- Eg Tenk
- Eg Voker
- Galaga Bi
- Motobag
- Misil Pod
- Nebula
- Sandvorm
- Sprinkler
- Valkin
- Det Eg Robot
- Eg Dragun[10]

## Nivoi

### Regije
- Chemical Plant
- Grad
- Death Egg
- Tvrđava carstva Egmena
- Green Hill
- Metropolis
- Mystic Džungla

### Spisak nivoa
| Glavni nivoi | Episode Shadow                                                   | Tajni nivoi                                                                                          | Dodatni nivoi |
| --- | ---------------------------------------------------------------- | --- | --- |
| - Lost Valley - Spaceport - Ghost Town - Prison Hall - VS. Zavok - Egg Gate - Arsenal Pyramid - Luminous Forest - VS. Infinit - Green Hill - VS. Egmen - Park Avenue - Casino Forest - Aqua Road - Sunset Heights - Capital City - VS. Infinit - Chemical Plant - Red Gate Bridge - Guardian Rock - Network Terminal - Death Egg - Metropolitan Highway - Null Space - Imperial Tower - Mortar Canyon - VS. Infinit - Aeron Fortress - Final Judgement - VS. Death Egg Robot | - Neprijateljski teritorij - Egmenova baza - Virtuelna svtarnost | - Vatreni top 1 - Nestajuča ploča 1 - Blokovi bombi 1 - Plasma top 1 - Top lasera 1 - Naopaki blok 1 | - Leteća ploča - Vatreni top 2 - Nestajuča ploča 2 - Blokovi bombi 2 - Plasma top 2 - Top lasera 2 - Naopaki blok 2 |

## Razvoj
Razvoj je započeu 2013. godine, nakon izlaska Sonic Lost World. Originalni naslov igre, Project Sonic 2017, prvo je bio spomenut na žurci Sonikove dvadeset i pete godišnjice na Joypolis-u 25. juna 2016. godine, i igru je Sega otkrila na San Djiego Komik Kon-u jedan mesec kasnije 22. jula 2016. uz Sonic Maniju. Zato što je Klasični Sonik bio u trejleru uz Modernog Sonika, mnogi fanovi i novinari su pomislili da će igra biti nastavak igre Sonic Generations, ali je Takaši Izuka potvrdio da to nije slučaj. Kasnije je otkriven pravi naslov igre, Sonic Forces, reč „Forces” bila je odabrana zbog teme rata i vojske koje se javljaju u igri.

## Kritike
Prema agregatoru recenzija Metakritik, prosečna ocena za verziju na PC-u je 56/100, dok su verzije za Nintendo Switch i PS4 imale prosečnu ocenu 57/100, i verzija za Xbox One imala je največu prosečnu ocenu, 62/100. Sveukupno, igra je imala mešovite ocene. Veb-sajt Destructoid dao je igri 5.5/10 bodova. GameSpot i Polygon igri su dali 5/10 bodova. GamesRadar+ igri su dali 2.5/5 zvezidca. Šta se tiče pozitivnijih ocena, Nintendo Life igri je dao 6/10 bodova, Game Informer igri je dao 6.5/10 bodova, i IGN joj je dao 6.9/10 bodova.

## Spoljašnje veze
- Zvanični sajt